# 法拉利加利福尼亚
法拉利加利福尼亚（英語：Ferrari California）是一款意大利车厂法拉利生產的GT雙門跑车。该车是一种双门"2+2"硬顶敞篷跑车。最初的生产型装备了一台前中置460匹馬力（340千瓦特） 的燃油直喷4.3公升（260立方英寸）V8引擎。该车的车名“加利福尼亚”来自法拉利于1950年代晚期生产的250 GT Spyder California SWB。

## 車型

### 加利福尼亚（2008–2013）
加利福尼亚有着法拉利历史上的数个第一次：

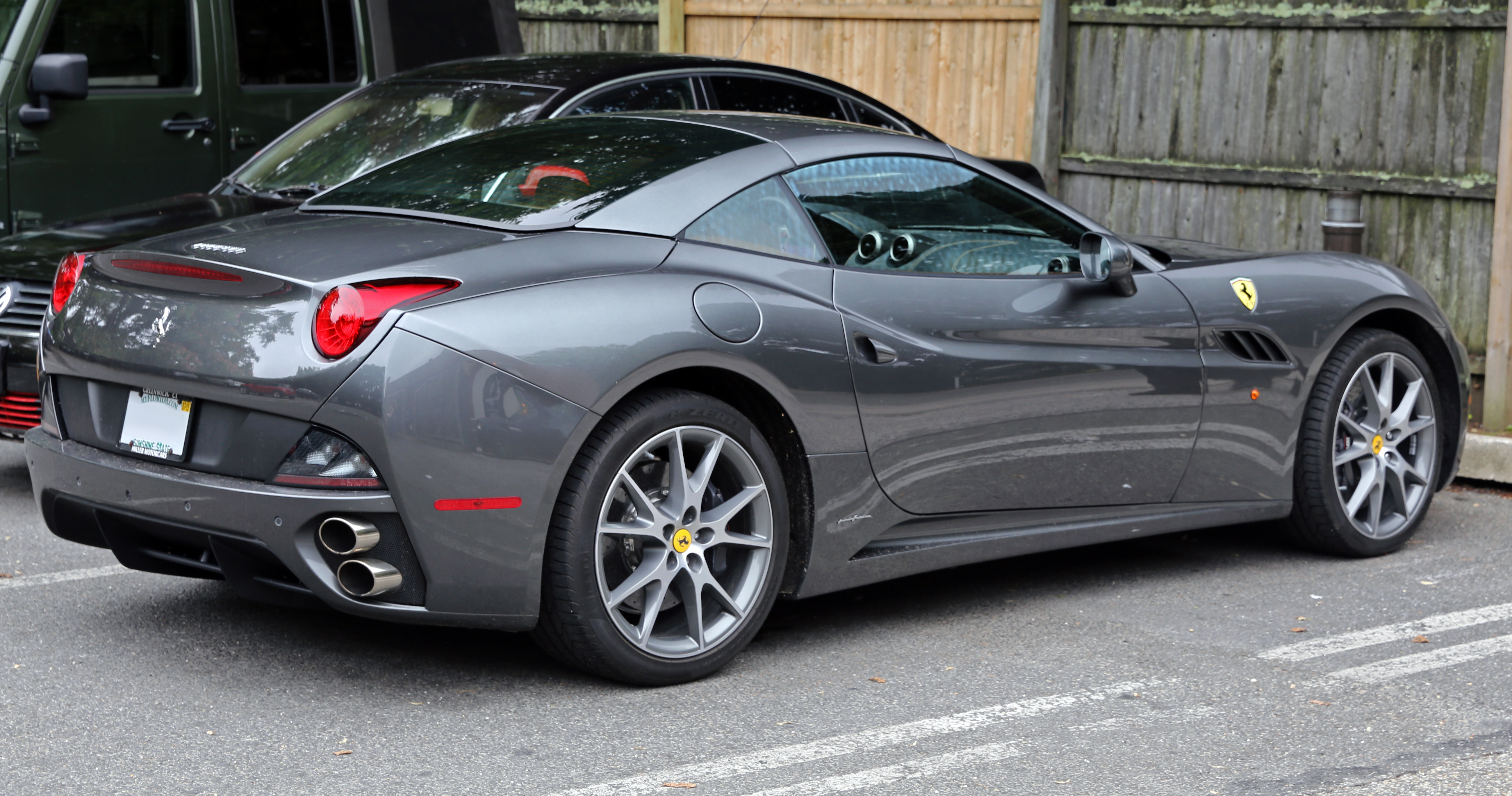
2014款加利福尼亚的后部视角

- 加利福尼亚是第一种装备了前置V8引擎的法拉利。
- 加利福尼亚是第一种装备了7速双离合变速器的法拉利。
- 加利福尼亚是第一种装备了可折叠硬顶的法拉利。
- 加利福尼亚是第一种装备了多连杆式后悬挂的法拉利。
- 加利福尼亚是第一种装备了直接燃油喷射的法拉利。

### 加利福尼亚T（2014–2017）
法拉利加利福尼亚T是早期型加利福尼亚的升级款产品。相对于老款车型，新款的加利福尼亚T拥有新的外形，新的内饰，修改过的车架和一台新的涡轮增压发动机。